# الطاعون الروماني 590

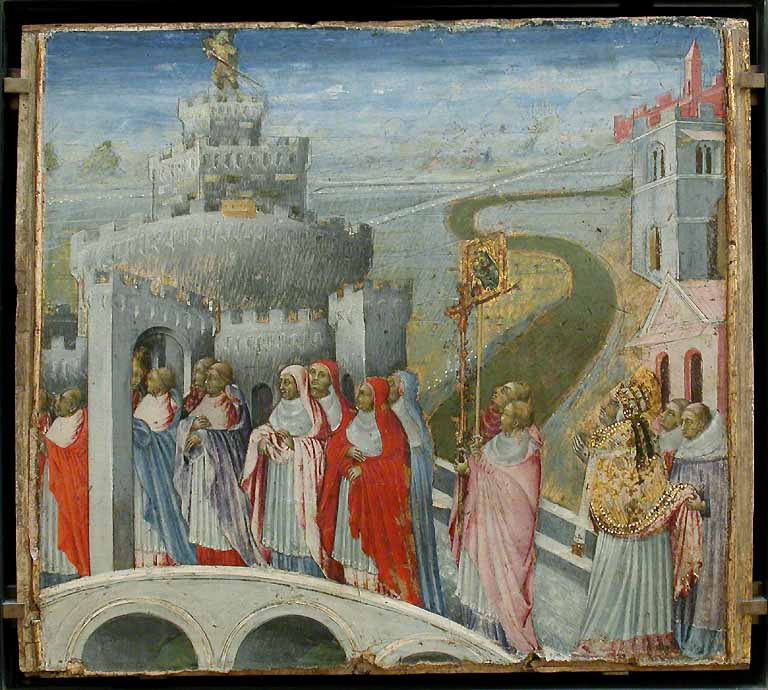
لوحة البابا غريغوري في قلعة سانت أنجلو، في إشارة إلى نهاية الطاعون.

الطاعون الروماني عام 590 هو وباء طاعون أصاب مدينة روما في عام 590. يُعتقد أن المرض المنتشر كان الطاعون الدملي كجزء من وباء الطاعون الأول الذي أعقب طاعون جستنيان، والذي بدأ في أربعينيات القرن الخامس وربما قتل أكثر من 100 مليون أوروبي، قبل أن ينتشر إلى أجزاء أخرى من العالم، والذي استمر حتى نهاية العصور القديمة المتأخرة. وُصف الطاعون من قبل الأسقف والمؤرخ غريغوري وبولس الشماس.